# Please Homer, Don’t Hammer ’Em
Please Homer, Don’t Hammer ’Em (с англ. — «Пожалуйста, Гомер, не стучи») — третий эпизод восемнадцатого сезона мультсериала «Симпсоны». Премьера эпизода состоялась 24 сентября 2006 года.

## Сюжет
Гомер купил книгу по столярному делу, но прочесть ему её было не суждено. Книгой заинтересовалась Мардж и начала делать сначала скамьи, потом тумбочки. Работы Мардж не принимают и всё из-за того, что она женщина! Тогда она предлагает Гомеру выдавать её работы за его.
Тем временем в школе появляется запрет на арахис, потому что у кого-то очень сильная аллергия. Пройдясь по школе, Барт узнаёт, что аллергия… у директора Скиннера.
Гомер выполняет просьбу Мардж, выдавая работу за свою. Всё идёт гладко, но Гомер сильно зазнаётся, что раздражает Мардж. Он получает важное задание — реставрировать парк аттракционов. Мардж отказывается делать работу, но Гомеру надо выкрутиться…
Барт шантажирует директора арахисом. Шутя над продавцом комиксов, тот советует Скиннеру поквитаться с Бартом его же оружеем найдя его слабое место. Ночью Скиннер пробирается в больницу и узнаёт, что у Барта аллергия на креветки. Вооружившись креветкой, Скиннер вступился за себя. И наступила битва: Барт с арахисом против Скиннера с креветкой. Битва доходит до фабрики «Тайской еды» и они падают в чан с арахисовыми креветками. Сильная аллергическая реакция у обоих проявилась немедленно.
Гомер кое-как реставрирует аттракцион, но попытка пробного проката оказывается неудачной: во многих местах поломаны рельсы. Но Мардж всё равно спасает мужа, быстро починив всё во время поездки. Но без ранений не обошлось. В итоге и Гомер, и Барт, и директор Скиннер попадают в больницу. Причём Барт говорит маме, что он спасал Сеймура. В итоге они кидаются друг в друга креветками и арахисом, а Мардж идёт смотреть на новорождённых.

## Культурные отсылки
- В серии появляется игровой автомат с игрой Polybius, что является отсылкой к городской легенде об этой игре[1].

## Саундтрек
- John Williams — «Duel of the Fates», из саундтрека к фильму Звёздные Войны. Эпизод 1: Скрытая угроза[2]